# Elecciones estatales de Morelos de 2012
Las Elecciones estatales de Morelos se realizaron el domingo 1 de julio de 2012, simultáneamente con las elecciones federales, y en ellas se renovaron los siguientes cargos de elección popular:
- Gobernador del Estado de Morelos. Titular del poder ejecutivo del estado, electo para un periodo de seis años, no reelegible en ningún caso, el candidato electo fue Graco Ramírez.
- 30 diputados del Congreso del Estado. De los cuales 18 son electos por mayoría relativa y 12 por representación proporcional.[1]
- 33 ayuntamientos. Compuestos por un presidente municipal, un síndico y sus regidores. Electos para un periodo de tres años, reelegibles únicamente para el periodo siguiente.

## Encuestas de intención de voto
| Encuestadora      | Fecha         | PAN   | PRI   | PRD   | PANAL | PSD  | NC/NS |
| ----------------- | ------------- | ----- | ----- | ----- | ----- | ---- | ----- |
| Consulta Mitofsky | enero de 2012 | 16.7% | 32.9% | 16.8% | 1.7%  | —    | 31.9% |
| El Universal      | marzo de 2012 | 26.3% | 38.6% | 35.1% | 0.0%  | —    | 0.0%  |
| El Universal      | junio de 2012 | 19.1% | 38.2% | 39.7% | 0.0%  | 3.0% | 20.0% |
| Consulta Mitofsky | junio de 2012 | 16.1% | 35.3% | 29.5% | 1.4%  | —    | 17.7% |

## Resultados electorales

### Ayuntamientos
| Partido/Coalición | Partido/Coalición                    | Municipios |
| ----------------- | ------------------------------------ | ---------- |
|                   | Nueva Visión Progresista por Morelos | 13/33      |
|                   | Partido Revolucionario Institucional | 6/33       |
|                   | Partido Verde Ecologista de México   | 5/33       |
|                   | Partido Acción Nacional              | 2/33       |
|                   | Partido del Trabajo                  | 2/33       |
|                   | Partido Socialdemócrata de Morelos   | 2/33       |
|                   | Compromiso por Morelos               | 1/33       |
|                   | Compromiso por Morelos               | 1/33       |
|                   | Nueva Alianza                        | 1/33       |
| Total             | Total                                | 33         |